# Neobephrata petiolata
Neobephrata petiolata is een vliesvleugelig insect uit de familie van de Eurytomidae. De wetenschappelijke naam werd voor het eerst geldig gepubliceerd in 1989 door Narendran & Padmasenan.